# Hospital Universitario Departamental de Nariño
Das Hospital Universitario Departamental de Nariño E.S.E. ist das öffentliche Universitätsklinikum der kolumbianischen Stadt Pasto. Es befindet sich an der Calle 22 Nr. 7-93 beim Parque Bolívar im Osten der Stadt.
Das Krankenhaus wurde am 15. Dezember 1975 in Betrieb genommen. Durch das kolumbianische Gesetz 100 von 1993 (Ley 100 de 1993) wurde das Spital 1994 eine Empresa Social del Estado Prestadora de Servicios de Salud (ESE) („staatliches Sozialunternehmen für Gesundheitsdienstleister“): eine dezentrale Verwaltungseinheit mit finanzieller Autonomie und eigenem Vermögen.
Laut einer Studie des Magazins Newsweek, die in 2200 Krankenhäusern in 27 Ländern auf der ganzen Welt durchgeführt wurde, zählt das Hospital Departamental aufgrund seiner Strategien, Studien und Forschungen während der COVID-19-Pandemie in Kolumbien zu den „World’s Best Hospitals“.